# 10010 Rudruna
10010 Rudruna è un asteroide della fascia principale interna. Scoperto nel 1978, presenta un'orbita caratterizzata da un semiasse maggiore pari a 2,463771 UA e da un'eccentricità di 0,144958, inclinata di 6,443454° rispetto all'eclittica. Ha un periodo di rotazione di 10,9177 ore.
Fa parte della famiglia di asteroidi Vesta.
L'asteroide è stato denominato così in onore dell'Università russa dell'amicizia tra i popoli, fondata nel 1960.